# Abandonware
Abandonware (від англ. Abandon — покинути, залишити і англ. software — програмне забезпечення) — програмне забезпечення (операційна система, текстовий процесор, відеогра чи медіафайл), яке більше не виставляється на продаж і не підтримується компанією-виробником, і від якого виробник більше не отримує доходів.
Цей термін не має юридичної сили, і багато abandonware не є суспільним надбанням, і за законами більшості держав право на розповсюдження даного програмного забезпечення продовжують належати компанії-виробнику — таке abandonware не може легально поширюватися без дозволу правовласника. Проте часто правовласник не займається переслідуванням їх самовільних розповсюджувачів, оскільки вони не є конкурентами йому і можуть завдавати матеріальних збитків, які б не перевищували витрати на переслідування.
Є випадки коли правовласник відмовляється від програмного забезпечення. Використання таких продуктів підпадає під безхазяйний твір, у якому власника неможливо знайти. Таким чином фотографії та документи можуть не мати автора. Це є викликом для регуляцій урядів в цифрову епоху.
Норми Європейського Союзу дозволяють використовувати такі твори музеям, бібліотекам або громадським організаціям якщо знайти приналежність авторського права проблематично. Канада дозволяє громадянам подавати заяви на умовне, невиключне право використовувати безхазяйне забезпечення або твори з вимогою демонстрації пошуків кінцевого автора. Японія діє за схожим принципом Канади, але вимагає грошової застави, якщо автор буде знайдений. У США немає чіткого законодавства на ці твори, крім звукозаписів.
Імовірність дозволу на використання кинутого програмного забезпечення громадянами є незначною. Майбутні норми будуть спрямовані на те, щоб дозволити використання безхазяйних творів для суспільного надбання (наприклад, дозвіл бібліотекам архівувати працює для публічного пошуку) та некомерційного використання. Таке правило позбавляє людей права завантажувати безплатно копію старої відеоігри, яка більше не продається або не підтримується.
У багатьох випадках приналежність прав на abandonware-програми не ясна і з'ясування належного правовласника саме по собі вимагає значних витрат. У деяких випадках будь-яка компанія або сайт отримує дозвіл від виробника на поширення такої програми. Найчастіше Abandonware поширюється піратами безкоштовно.